# Alchemilla waltersii
Alchemilla waltersii é uma espécie de rosácea do gênero Alchemilla, pertencente à família Rosaceae.